# Black Lives Matter
Black Lives Matter, förkortat BLM, är en aktiviströrelse med ursprung i USA som arbetar mot polisbrutalitet och strukturell rasism som de anser drabba afroamerikaner. Rörelsen fick sin start 2013 när Patrisse Cullors, Alicia Garza och Opal Tometi startade en kampanj under hashtag "#BlackLivesMatter" på de sociala medieplattformarna Twitter och Tumblr, efter det att George Zimmerman friades på alla punkter för Trayvon Martins dödsfall. Rörelsen fick nationell och internationell uppmärksamhet 2014 efter protesterna i Ferguson och New York som arrangerades efter att obeväpnade svarta män, Michael Brown och Eric Garner, dödats av poliser. Mellan 2014 och 2016 växte rörelsen till ett nationellt nätverk och vid slutet av 2016 fanns det över 30 lokalföreningar i USA och Kanada. Själva rörelsen är dock decentraliserad och har ingen formell hierarkisk struktur. BLM protesterar regelbundet mot polisvåld och att poliser dödar svarta människor, men arbetar också på en bredare front mot så kallad rasprofilering och annan rasdiskriminering inom det amerikanska rättssystemet.

## Historik, struktur och organisation
Frasen ”Black Lives Matter” (ung. svensk översättning ”Svarta liv spelar roll”) kan referera till en hashtag på Twitter, en slogan, en social gräsrotsrörelse eller en lös sammanslutning av organisationer och grupper som arbetar för rättvisa för rasifierade grupper. Black Lives Matter-rörelsen är decentraliserad och ledare inom rörelsen framhäver vikten av lokal framför en nationell organisering. Aktivisten DeRay McKesson uttrycker det så att rörelsen ”encompasses all who publicly declare that black lives matter and devote their time and energy accordingly” (svensk översättning: ”[Black Lives Matter]… inkluderar alla som uttrycker att svarta liv är betydelsefulla och som lägger ner sin tid och energi i saken”).

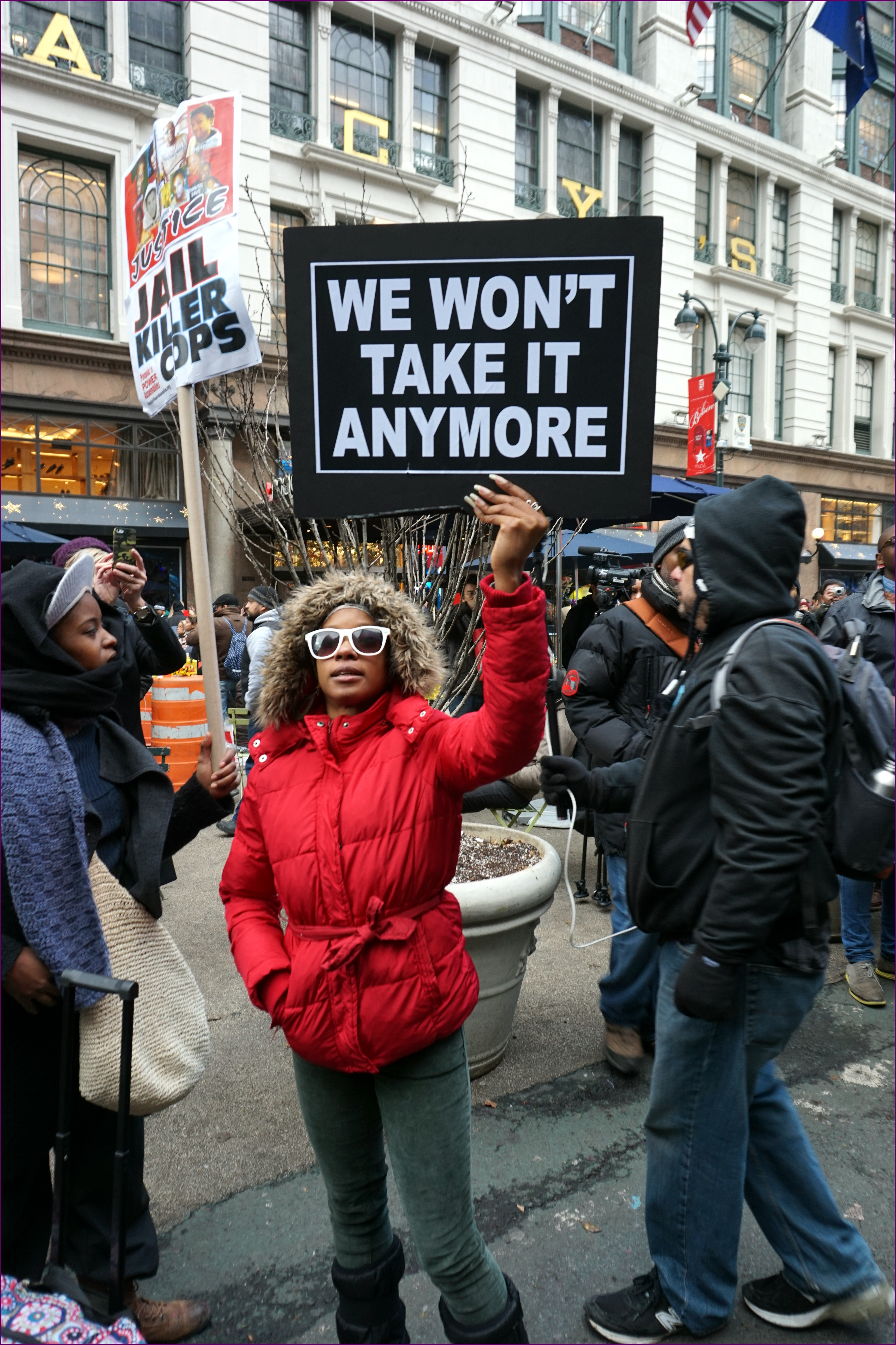
Black Lives Matter-demonstration vid Macy's Herald Square.

Patrisse Cullors, Alicia Garza och Oapl Tometi bildade ”the Black Lives Matter Network” år 2013. Garza beskriver nätverket som en digital plattform tänkt att ge aktivister gemensamma grunder och mål. Lokala Black Lives Matter-grupper uppmanas att ställa sig bakom rörelsens grundteser, men att organisera sig utan en central struktur eller formaliserad hierarki. Garza har uttryckt att nätverket inte är intresserad av att bevaka vem som är eller inte är en del av rörelsen. För närvarande (juni 2020) finns det ungefär 16 lokala föreningar inom rörelsen i USA och Kanada.
Den lösa strukturen på Black Lives Matter-rörelsen har bidragit till förvirring bland både press och aktivister eftersom aktioner och uttalanden från lokalgrupper och individuella personer ibland tillskrivs Black Lives Matter som helhet. Matt Pearce skriver i Los Angeles Times att "the words could be serving as a political rallying cry or referring to the activist organization. Or it could be the fuzzily applied label used to describe a wide range of protests and conversations focused on racial inequality” (svensk översättning: “orden [Black Lives Matter] kan ses som ett politiskt slagord eller hänvisa till aktiviströrelsen. Det kan också vara en luddig benämning på vitt skilda protester och samtal kring rasdiskriminering"). Rörelsen har också varit kontroversiell i konservativa läger i USA som sett den som splittrande.

## Amerikanska händelser och protester
Under 2014 protesterade Black Lives Matter med anledning av att ett flertal afroamerikanska personer dött efter polisingripanden, bland andra Dontre Hamilton, Eric Garner, John Crawford III, Michael Brown, Ezrell Ford, Laquan McDonald, Akai Gurley, Tamir Rice, Antonio Martin och Jerame Reid [källa behövs]. I juli 2014 dog Eric Garner i New York efter det att en polis vid New York Police Department använde sig av ett förbjudet strypgrepp när Garner arresterades. Garners död var ett av flera afroamerikanska dödsfall orsakade av polisvåld som föranledde grundandet av Black Lives Matter-rörelsen.

### Aktivism efter händelserna i Ferguson, Missouri
I augusti 2014 organiserade Black Lives Matter- anhängare rörelsens första nationella protestmarsch kallad ”Black Lives Matter Freedom Ride” med sikte på Ferguson, Missouri. Marschen ordnades efter det att Michael Brown skjutits till döds av polis. Mer än 500 aktivister anlände till Ferguson för att delta i dessa fredliga demonstrationer. Black Lives Matter-grupperna var de mest synliga aktivistnätverken som deltog i marschen och blev efter detta betraktat nationellt i USA som symbol för en växande rörelse för svarta personers rättigheter. De fredliga demonstrationerna eskalerade till våldsamma sammandrabbningar med beväpnade poliser där guvernören till slut kallade in USA:s nationalgarde, en militär reservstyrka, till Ferguson för att hantera situationen.

### Aktivism efter George Floyds död
I slutet av maj 2020, efter en rad påstått rasistiskt laddade händelser, anordnades det över 450 stora protester i USA och globalt. Den utlösande faktorn var George Floyds dödsfall som filmades och fick viral spridning världen över. I filmen ses polismannen Derek Chauvin sätta sitt knä mot Floyds nacke under nästan nio minuter medan Floyd ber för sitt liv med orden ”Jag kan inte andas” (engelska ”I can’t breathe”). Chauvin har, efter det att videon av incidenten fått spridning och väckt stora protester, dömts till 22 års fängelse för mord och dråp. Brottsrubriceringarna på engelska: ”Involuntary second degree murder”, ”Third degree murder” och ”Second degree manslughter”. Rakt översatt oavsiktligt mord av andra graden, mord av tredje graden och dråp av andra graden. Ytterligare tre poliser som närvarade under händelsen har även de åtalats för medhjälp till dråp.

Black Lives Matter ordnade och deltog i protester i USA och globalt från den 30 maj 2020, där de sista scenerna ur George Floyds liv iscensattes i stor skala. Vid dessa protester lade sig en del av aktivisterna ned på gatorna och ropade ut George Floyds sista ord ”I can’t breathe”, medan andra marscherade med skyltar och plakat. Trots att dessa protester är globala och anordnades av olika aktivistnätverk och organisationer, har Black Lives Matter-rörelsen kommit att förknippas med alla protester, oavsett plats.

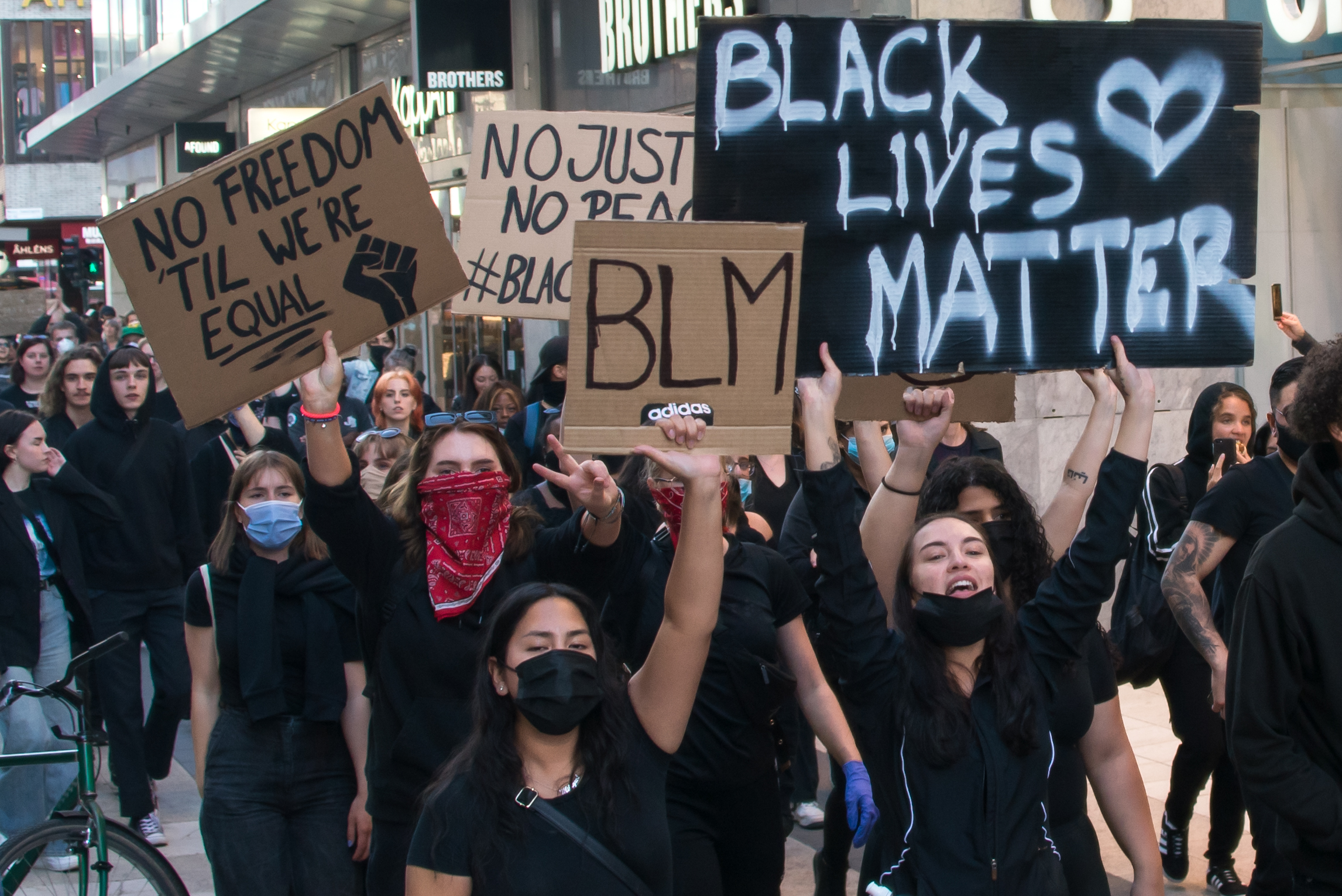
En manifestation till stöd för Black Lives Matter i Stockholm 3 juni 2020. (Bild ur film).

Under protesterna 2020 har Black Lives Matters-rörelsen antagit slagordet ”Defund the Police” för att uppmana till nedmontering och minskat finansiellt stöd till polis- och fängelseväsendet i USA. Pengarna anser man istället bör gå till välfärdsinvesteringar för minoritetsgrupper. Den 7 juni 2020 beslutade Minneapolis stadsfullmäktige (Minneapolis City Council) att upplösa sitt polisdistrikt och istället använda sina medel för sociala program till förmån för rasifierade och utsatta grupper i samhället. Stadsfullmäktiges ordförande i Minneapolis Lisa Bender uttalade sig angående detta och sa att: ”Våra försök till stegvisa reformer har misslyckats. Punkt.” (engelska "Our efforts at incremental reform have failed. Period."). Beslutet fattades efter det att de offentliga skolorna i Minneapolis, University of Minnesota och Minneapolis Parks and Recreation beslutade att avsluta sina samarbeten med Minneapolis polisdistrikt.

### Protesterna i Louisville
Den 24 september 2020, startade protesterna i Louisville. Protesterna startade för att sätta press på Kentuckys justitiekansler att släppa bevis gällande varför de tre poliserna friats från mordanklagelserna på Breonna Taylor. På plats kunde man höra protesterarna ropa "Black lives matter" (svarta liv har betydelse) och "No justice, no peace" (ingen rättvisa, ingen fred). Protesterna övergick senare till vandalisering vilket tvingade polisen att förklara "unlawful assembly". Protesterna  slutade med att två poliser blev skjutna av våldsamma BLM-anhängare.

## Ersättning till skadade i USA
Minst 19 städer över hela USA har gått med på att betala ut mer än 80 miljoner USD i ersättningar till demonstranter som skadades av polisen under protesterna 2020. 

## Svenska protester
Black Lives Matter-rörelsen har flera gånger uppmärksammats i Sverige under 2010-talet och 2020 av både opolitiska och politiska organisationer. Under 2020 fick hashtaggen och rörelsen stor spridning och i början av juni 2020 anordnades det stora protester i Sverige, bland annat i Stockholm, Malmö och Göteborg. I Sverige har det grundats en lokal gren av rörelsen, kallad Black Lives Matter – Sweden. Dess grundare, Isatou Aysha Jones, vill visa på både strukturell och individuell rasism i Sverige. Enligt Jones delar man endast namn och den essentiella kampen med Black Lives Matter-organisationen grundad i USA. Enligt Jones har de inte kontakt med varandra. Förutom de fysiska protesterna har även stora digitala demonstrationer anordnats med livesändningar och synkroniserade digitala ”incheckningar” på olika svenska myndigheter via sociala medier såsom Facebook. Dessa digitala protester anordnas sedan den 2 juni 2020 regelbundet varje vecka under olika paroller som syftar till att uppmärksamma svarta personers situation i Sverige och Europa samt mana till handling och förändring.